# Lara Nakszyński
Lara Nakszyński (Marsiglia, 20 marzo 1967) è un'attrice, produttrice cinematografica e musicologa tedesca naturalizzata italiana, nipote di Klaus Kinski (Klaus Nakszyński) e cugina di Nastassja Kinski.

## Biografia
Lara Nakszyński (il cui vero nome è Irene Lara Grosche, Nakszyński è il cognome materno; a volte è citata come Irene Henriette Lamberti Sogliano) ha frequentato dal 1981 al 1984 le scuole di recitazione di Bongers Else  e della professoressa Erika Dannhoff a Berlino. Tra il 1988 e il 1994 ha completato i corsi di canto lirico a Roma e Berlino e tra il 1991 e 1997 è stata iscritta alla Libera Università di Berlino, alle facoltà di psicologia e musicologia.
Nel 1985 ha recitato un ruolo di supporto nel film fantasy di Richard Fleischer Yado e nel 1987 il ruolo di protagonista femminile nel film horror di Lucio Fulci Aenigma.
Dall'inizio degli anni '80 ha interpretato diverse parti in fiction televisive italiane. Nel 2006 ha fondato la casa di produzione cinematografica Alshain Pictures, che sforna anche serie televisive.
Oltre a tedesco ed italiano, parla spagnolo, inglese, francese e polacco.
Nel 2013 è uscito il suo primo romanzo, intitolato Mystica - The Beginning, pubblicato da AK Digital.

## Filmografia parziale

### Cinema
- Il ras del quartiere, regia di Carlo Vanzina (1983)
- La casa con la scala nel buio, regia di Lamberto Bava (1983)
- In punta di piedi, regia di Giampiero Mele (1984)
- Windsurf - Il vento nelle mani, regia di Claudio Risi (1984)
- Yado, regia di Richard Fleischer (1985)
- La fanciulla d'oro (Mahuliena, zlatá panna), regia di Miloslav Luther (1986)
- Secondo Ponzio Pilato, regia di Luigi Magni (1987)
- Aenigma, regia di Lucio Fulci (1987)

### Televisione
- Sogni e bisogni — serie TV, episodio 1 (1985)
- Il generale — minserie TV, regia di Luigi Magni (1987)
- Rally — minserie TV, regia di Sergio Martino (1988)
- L'ombra della spia (1988)
- Guerra di spie, regia di Duccio Tessari (1988)
- La formula mancata, regia di Carlo Lizzani (1989)
- Der Showmaster (1993)
- Die Männer vom K3 (1993)
- Praxis Bülowbogen (1994)
- Un caso per due (1994)
- Alles ausser Mord (1995)
- Wolff - Un poliziotto a Berlino (1998)
- Tierarzt Dr. Engel, regia di Werner Masten (1999)
- Un posto al sole (2002)
- Alles Atze (2000-2007)